# Viivi Vainikka
Viivi Vainikka (ur. 23 grudnia 2001 w Espoo) – fińska hokeistka, reprezentantka kraju, brązowa medalistka olimpijska z Pekinu 2022, wicemistrzyni świata.

## Kariera klubowa
Karierę zaczynała w juniorskich drużynach Red Wings. W sezonie 2015/2016 zadebiutowała w seniorskim zespole Red Wings w Suomi-sarja (trzeci poziom rozgrywek w Finlandii). W 2016 została zawodniczką zespołu Team Kuortane (najpierw Suomi-sarja, a od sezonu 2017/2018 w elitarnej Naisten Liiga), gdzie grała do 2020. Od 2020 jest zawodniczką szwedzkiego klubu Luleå HF w Svenska damhockeyligan.

## Kariera reprezentacyjna
W reprezentacji Finlandii U18 zadebiutowała w sezonie 2016/2017. W reprezentacji seniorskiej gra od sezonu 2018/2019, broniąc jej barw na mistrzostwach świata w 2019 (wicemistrzostwo) i 2021 (3. miejsce) oraz na Zimowych Igrzyskach Olimpijskich 2022 (3. miejsce), podczas których wystąpiła w 6 meczach i strzeliła 2 bramki.